# Goodbye Again (film, 1933)
Pour les articles homonymes, voir Goodbye Again.
Pour plus de détails, voir Fiche technique et Distribution.
Goodbye Again est un film américain réalisé par Michael Curtiz et sorti en 1933.
C'est une comédie classique de la période Pré-Code.

## Synopsis
Anne Rogers est la secrétaire de Kenneth Bixby, un auteur de nombreux romans best-sellers. Lors d'une tournée de conférences, il rencontre Julie Wilson, une ancienne amie, qui croit qu'elle est la source d'inspiration pour son dernier roman. Ayant entendu parler de Bixby tout au long de son mariage, le mari de Julie le déteste, même s'il ne l'a jamais rencontré. Julie est déterminé à raviver leur romance, et pendant ce temps Anne prend soin du mari.

## Fiche technique
- Titre : Goodbye Again
- Réalisation : Michael Curtiz
- Scénario : Ben Markson, d'après une pièce de George Haight et Allan Scott
- Producteur : Henry Blanke
- Production : First National Pictures[1]
- Image : George Barnes
- Costumes : Orry-Kelly
- Montage : Thomas Pratt
- Genre : comédie romantique
- Durée : 66 min
- Date de sortie : 
  - États-Unis : 9 septembre 1933

## Distribution

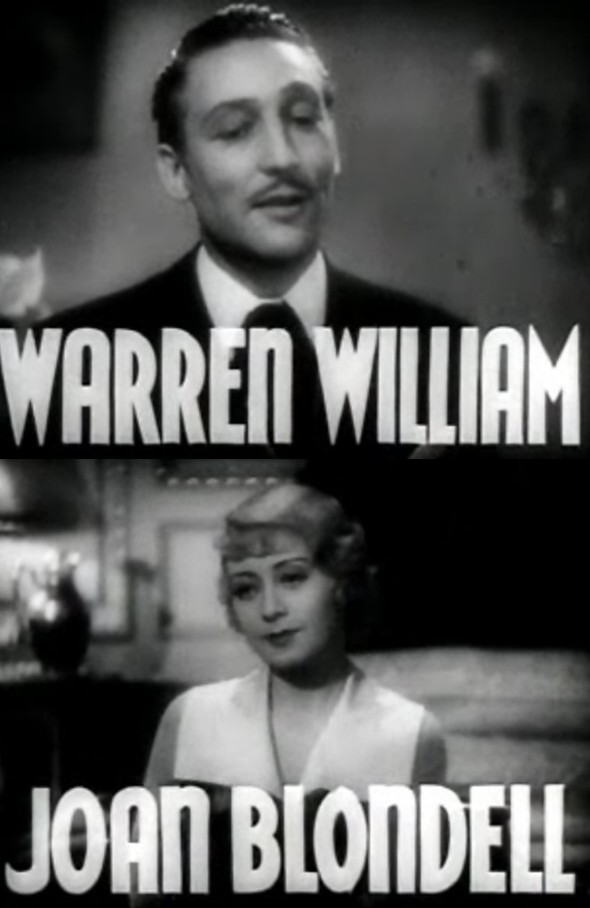
Warren William et Joan Blondell dans le générique de Goodbye Again

- Warren William : Kenneth L. 'Ken' Bixby
- Joan Blondell : Anne Rogers
- Genevieve Tobin : Julie Clochessy Wilson
- Hugh Herbert : Harvey Wilson
- Wallace Ford : Arthur Westlake
- Helen Chandler : Elizabeth Clochessy
- Hobart Cavanaugh : Mr. Clayton
- Ray Cooke : Richview Hotel Bellboy
- Jay Ward : Theodore Clayton
- Ruth Donnelly